# María Victoria Carrasco
María Victoria Carrasco de Antonio (Caracas, Venezuela, 12 de diciembre de 1953) es esquiadora acuática y la primera mujer venezolana en obtener medalla de oro en un Campeonato Mundial. Ganó 3 campeonatos mundiales de esquí acuático, en la especialidad de Figuras.

## Nacimiento e infancia
Nació en Caracas, Venezuela, el 12 de diciembre de 1953. Sus padres Pedro Carrasco López y Victoria de Antonio Alonso de origen español provenientes de Madrid. Sus hermanas, María Esperanza Carrasco también de Caracas, nació el 19 de febrero de 1956 y la menor, Ana María también caraqueña quien nació el 5 de julio de 1963.

## Estudios
Estudió en el Colegio María Inmaculada ubicado en Los Dos Caminos donde cursó primaria y secundaria.
Estudió en la Universidad Católica Andrés Bello, ubicada en Montalban donde se graduó de Licenciada en Derecho.
Obtuvo certificación de Entrenador deportivo en la Ciudad de Tequesquitengo, México. Certificación de Women Empowering Leadership en Miami Dade College en FLorida, Estados Unidos. Certificación de Life Coaching, en International Leadership Coaching Academy, en Miami Estados Unidos.

## Trabajo
Abrió su propia fábrica de trajes de baño diseñados por atletas mezclando la comodidad de un traje de baño usados por atletas de alto rendimiento disfrutando a la vez de el modernismo y feminidad, A M C Sport Wear, C.A. Posteriormente abrió su propia fábrica de uniformes deportivos y bordadora industrial, Comercializadora SJTV, C.A
Actualmente es presidente de la Federación Venezolana de Ski y Wakeboard desde 2013 .
Es Brand Manager Regional en el sur de Florida de la marca Wizz Wear del grupo Ioca Group.
Ejerce la profesión de Live Coaching y Sport Coaching.
Se desempeña como la Team Leader del equipo de Venezuela de Wakeboard desde 2013.

## Inicios en el Deporte
Comenzó a esquiar a los 10 años en Laguna Beach. Realizó siempre sus entrenamientos en Bahía de Buche en Carenero. Compitió por primera vez a los 13 años en un campeonato nacional de Venezuela y ese mismo año compitió por primera vez internacionalmente en un Suramericano de Esquí realizado en Bogotá en 1967. Durante su carrera como atleta de alta competencia, batió el récord mundial en 4 oportunidades, manteniéndolo desde el año 1973 hasta 1979. Se retiró invicta en la especialidad de figuras sin perder un solo título mundial, en esta especialidad desde el año 1973 hasta 1979 en el año que se retiró, después de volver a batir su récord Mundial en el evento de Florida,  Lakeland 3 Rounds of Tircks.
Su primer campeonato Mundial lo ganó en 1973, en la ciudad de Bogotá, Colombia en donde no sólo gana la medalla de oro sino que batió el récord Mundial. Su más fuerte rival siempre fue su hermana María Esperanza Carrasco quien en todos los campeonatos tantos nacionales como internacionales ocupó el segundo lugar, exceptuando el de Bogotá, donde ganó la medalla de bronce.
La segunda medalla de oro la ganó en el Campeonato mundial de Londres, Inglaterra, 1975 donde además de conseguir su segundo título mundial consecutivo, volvió a batir el récord mundial.
El tercer título mundial lo alcanzó en Milán Italia en 1977 donde igualmente batió el récord mundial.
Participó en los campeonatos más importantes del mundo invitacional entre ellos Los Masters, celebrado en Georgia, USA, donde obtuvo 3 medallas de oro en la especialidad de Figuras. Fue campeona Panamericana en México, Puerto Rico y Venezuela.
Pertenece al Hall de la fama mundial, título otorgado por la Federación Internacional de Esquí Acuático IWWF en el año 1999. También pertenece al Hall de La Fama de Venezuela desde 1979. Fue nombrada Atleta del año de Venezuela en 1975. Recibió diversas condecoraciones entre ellas la más importante la Orden de Francisco de Miranda. Se retiró de las competencias en 1979 y luego se dedicó al Entrenador deportivo de alta competencia.  Abrió su propia escuela de esquí y centro de entrenamientos, llamado Escuela Nacional de Esquí María Victoria Carrasco con sede en El Parque Mariches y la Represa La Pereza. Caracas, Venezuela. Se dedicó a organizar competencias nacionales e internacionales en Río Chico y Valencia y En La Pereza. Es actualmente Team Leader del equipo venezolano de wakeboard y presidente de la federación.

## Vida personal
Casada con Michael Sánchez-Vegas el 21 de diciembre de 1979 naciendo de esa unión dos hijos. Michael Charles Sánchez-Vegas Carrasco el 15 de febrero de 1984 y dos años más tarde nació su segunda hija Sasha Sánchez-Vegas Carrasco. Actualmente es divorciada.

## Publicaciones
En 1976 publicó su libro de técnicas de esquí acuático, llamado ABC del esquí.
Editó la revista Esquí Acuático y otros deporte desde 1977 al 1980
Libro de ficción y coaching, 2016 “La Vida en la Profundidad”
Cuento infantil 2018 “Wizz El salchicha futbolista”

## Experiencia deportiva
- CAMPEONA MUNDIAL ESPECIALIDAD FIGURAS 1973-1975 BOGOTA, COLOMBIA.
- CAMPEONA MUNDIAL ESPECIALIDAD FIGURAS 1975-1977 LONDRES, INGLATERRA.
- CAMPEONA MUNDIAL ESPECIALIDAD FIGURAS 1977-1979 MILANO,  ITALIA.
- CAMPEONA NACIONAL EN TODAS LAS ESPECIALIDADES DESDE 1967 A 1978 12 AÑOS.
- CAMPEONA JUEGOS NACIONALES MARACAIBO. TODAS LAS ESPECIALIDADES.
- CAMPEONA JUEGOS NACIONALES CUMANA. TODAS LAS ESPECIALIDADES.
- CAMPEONA PANAMERICA. CAMPEONATO PANAMERICANO ACAPULCO, MEJICO 76
- CAMPEONA PANAMERICA. CAMPEONATO PANAMERICANO VALENCIA, VENEZUELA 78
- CAMPEONA SURAMERICANA TODAS LAS ESPECIALIDADES. ARGENTINA 72
- CAMPEONA SURAMERICANA TODAS LAS ESPECIALIDADES CHILE 75.
- CAMPEONA DE LAS AMERICAS CIUDAD DE MEJICO 76
- CAMPEONA DE LAS AMERICAS GEORGIA USA 78
- CAMPEONA MASTERS GEORGIA, USA 74
- CAMPEONA MASTERS GEORGIA, USA 75
- CAMPEONA MASTERS GEORGIA, USA 77
- CAMPEONATOS INTERNACIONALES:
- CAMPEONA DE LA  “JOE CASH”  TEQUESQUITENGO, MEJICO 1973
- CAMPEONA DE LA  “ALL AMERICAN”  CYPRES GARDENS, FLORIDA 1974
- CAMPEONA DE LA  “COPA ANDERSON”  SOUTH CAROLINE, USA 1974
- CAMPEONA DE LA  “COPA SAUCIER”  MINESOTA, USA 1974
- CAMPEONA DE LA  “COPA CALIFORNIA CUP” SAN FRANCISCO, USA 1974
- CAMPEONA DE LA  “COPA BARCELONA” BARCELONA, ESPANA 1975
- CAMPEONA DE LA  “COPA DE SUPER STARS LIZ ALLAN” FLORIDA, USA 1977
- CAMPEONA DE LA  “COPA HAWAII OPEN” HONOLULU, HAWAII 1977
- CAMPEONA DE LA  “COPA EL COCO DE ORO” RIO CHICO, VENEZUELA 1978
- CAMPEONA DE LA  “COPA SHERBROKE” CANADA 1978
- CAMPEONA DE LA  “COPA 3 TRICKS” LAKELAND, FLORIDA 1978

## Records
4 veces Récord Mundial
- RECORD MUNDIAL FIGURAS CAMPEONATO MUNDIAL BOGOTA 73 4390 PTS
- RECORD MUNDIAL FIGURAS CAMPEONATO MUNDIAL LONDRES 75 5460 PTS
- RECORD MUNDIAL FIGURAS CAMPEONATO MUNDIAL MILAN 77 5570 PTS
- RECORD MUNDIAL FIGURAS CAMPEONATO INTERNACIONAL FLORIDA 78 5880 PTS

## Condecoraciones y Menciones
- HALL DE LA FAMA WORLD WATER SKI FEDERATION 1999
- HALL DE LA FAMA CIRCULO DE PERIODISTAS DE VENEZUELA- IND. 1979
- DEPORTISTA DE AÑO 1973 POR EL ESTADO MIRANDA
- MUJER DEL AÑO 1975 POR ASOCIACION JUVENIL VENEZOLANA
- ATLETA DEL AÑO 1975 CIRCULO PERIODISTAS DEPORTIVOS DE VENEZUELA
- CONDECORADA CON LA ORDEN DE “DIEGO DE LOSADA”    1975
- CONDECORADA CON LA ORDEN DE  “CECILIO ACOSTA”  1975
- CONDECORADA CON LA ORDEN DE  “CRUZ DE LAS FUERZAS AEREAS”  1977
- CONDECORADA CON LA ORDEN DE   “FRANCISCO DE MIRANDA”   2da. CLASE. 1977
- PRESIDENTE DE LA FEDERACIÓN VENEZOLANA DE SKI NÁUTICO Y WAKE-BOARD 2013

## Publicaciones
- En 1976 publicó su libro de técnicas de esquí acuático, llamado ABC del Esquí.
- Editó la revista Esquí Acuático y otros deporte desde 1977 al 1980
- En 2016 publicó su libro La Vida en la Profundidad
- En 2019 publicó 3 cuentos infantiles: Wizz el salchicha futbolista, Las aventuras de Wizz y Wizz el salchicha surfista.